# Kenneth Vermeer
Kenneth Vermeer (pronunciació neerlandesa: [kɛ.nət fər.meːr], Amsterdam, 10 de gener de 1986) és un futbolista neerlandès del Surinam, que juga com a porter al PEC Zwolle. Ha estat internacional amb la selecció de futbol dels Països Baixos